# Argestes mollis
Argestes mollis is een eenoogkreeftjessoort uit de familie van de Argestidae. De wetenschappelijke naam van de soort werd in 1910 voor het eerst geldig gepubliceerd door Georg Ossian Sars.